# The Dangerous Little Demon
Pour plus de détails, voir Fiche technique et Distribution.
The Dangerous Little Demon est un film américain réalisé par Clarence G. Badger, sorti en 1922.
C'est l'un des films qui a contribué à donner un statut de vedette à Marie Prevost.

## Synopsis
Teddy Harmon, une fille de la haute société, est persuadée par le secrétaire de son père qu'elle est amoureuse de lui, mais après avoir rencontré sa famille, elle s'ennuie et cherche la compagnie de Gary McVeigh, un riche voisin. Dans une maison de jeu, elle surprend son père avec une jeune veuve fringante, et plus tard, le propriétaire, bien qu'apparemment un ami, tente d'attirer son attention sur elle et elle se retrouve en prison. Elle est sauvée par Gary, et le secrétaire, apprenant les difficultés financières de son père, rompt les fiançailles.

## Fiche technique
- Réalisation : Clarence G. Badger
- Scénario : Doris Schroeder, d'après une histoire de Mildred Considine
- Photographie : Ben Bail
- Producteur : Irving Thalberg
- Société de production : Universal Film Manufacturing Company
- Société de distribution : Universal Film Manufacturing Company
- Pays de production :  États-Unis
- Genre : Comédie dramatique[2]
- Durée : 50 minutes
- Date de sortie : 
  - États-Unis : 27 mars 1922

## Distribution
- Marie Prevost : Teddy Harmon
- Jack Perrin : Kenneth Graham
- Robert Ellis : Gary McVeigh

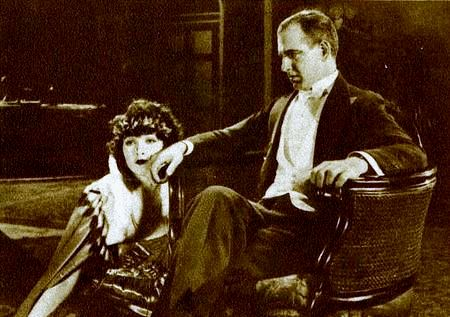
Marie Prevost et Jack Perrin.

- Bertram Anderson-Smith : Demy Baker
- Fontaine La Rue : Helene Westley
- Edward Martindel : Harmon
- Lydia Knott : tante Sophia
- Herbert Prior : Jay Howard